# Lisbeth Schlüter
Lisbeth Schlüter f. Povelsen (født 12. april 1944 i København, død 17. februar 1988 smst) var en dansk jurist og gymnasielærer. 

## Baggrund
Lisbeth Schlüter var datter af administrerende direktør for Svendborg Bryghus A/S Hans Povelsen (1893-1963) og Karen Haahr (d. 1974).
Hun blev student i 1963. Siden læste hun til cand.mag. i historie og oldtidskundskab og blev gymnasielærer ved Johannesskolen på Frederiksberg og senere Allerød Gymnasium.

## Giftermål
I 1975 mødte hun på Århus Kommunehospital, Poul Schlüter, som var indlagt til operation i knæet. De var dengang begge gift, men blev skilt. Schlüter præsenterede hende for sine venner ved sin 50 års fødselsdag i 1979 og samme år blev de gift.
Hun døde blot 43 år gammel af kræft i underlivet. Hun er begravet på Frederiksberg Ældre Kirkegård.